# Festigungsgewebe
Festigungsgewebe (Stereom; altgriechisch sterígein ‚stützen‘, daher auch Stützgewebe) bezeichnet in der Botanik das pflanzliche Gewebe, welches unter anderem für den Halt der Pflanze zuständig ist. Das Festigungsgewebe wird in Kollenchym und Sklerenchym unterteilt.
Festigkeit wird auch durch die Turgorspannung der Wände und in wachsenden Geweben durch die Gewebespannung erreicht. Diese beiden werden aber durch Welken aufgehoben. Daher reichen diese nicht aus, um einer Landpflanze auf Dauer Festigkeit zu geben.
Das Festigungsgewebe gibt auf Dauer diese Festigkeit. Es handelt es sich um dichtes, zum Teil totes Gewebe, dessen Zellwände lokal oder generell durch Anlagerungen besonders cellulosereicher Wandschichten verdickt sind.
Diese Möglichkeit wird auch bei der Panzerung von Früchten und Samen realisiert.

## Kollenchym
Das Kollenchym ist das Festigungsgewebe wachsender und krautiger Pflanzenteile. Die prosenchymatischen Zellen sind lebend und wachstums- und teilungsfähig (siehe auch Mitose).
Die Wandverdickungen bestehen dabei aus abwechselnden Primärwandlamellen von Cellulose und Pektinstoffen. Ihre Festigkeit ist nur mäßig.

## Sklerenchym
Das Sklerenchym ist ein totes Gewebe aus sehr dickwandigen, englumigen Zellen, das nur in ausgewachsenen Pflanzenteilen auftritt. Es gibt zwei Formen, nämlich prosenchymatische Sklerenchymfasern und isodiametrische oder palisadenförmige Steinzellen, welche auch als Sklereiden bezeichnet werden.